# Kreuzberg

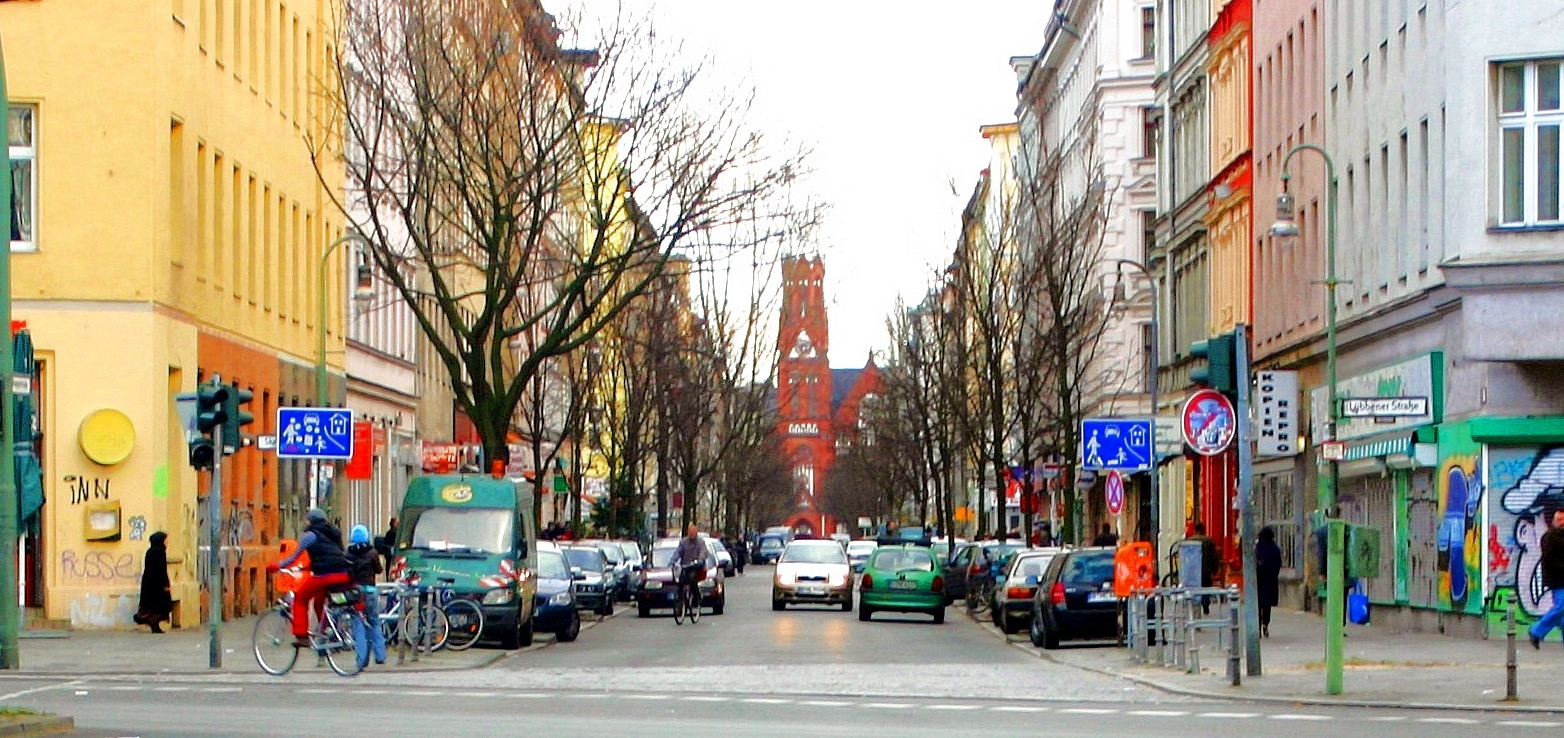
Wrangelstrasse

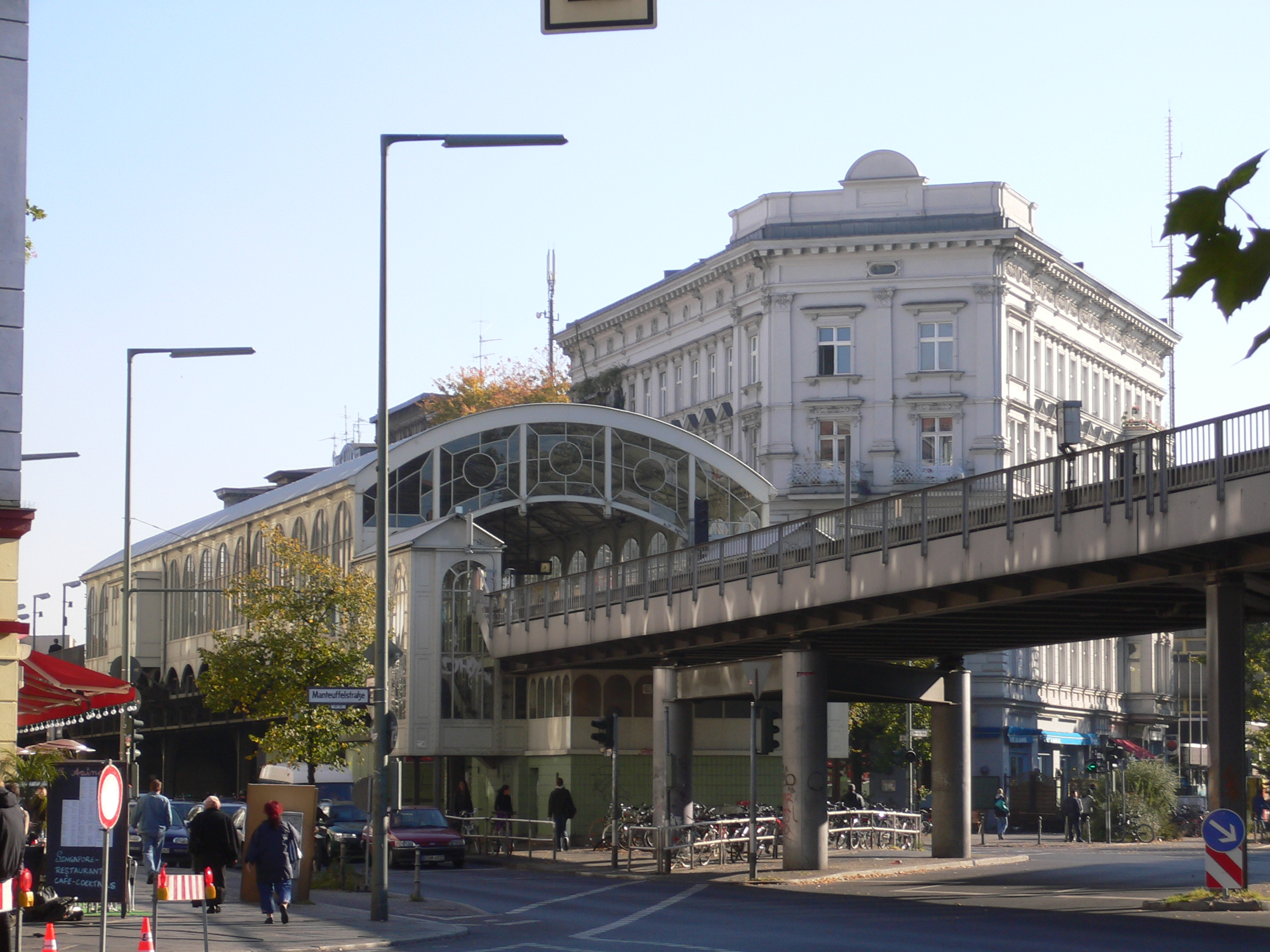
Station Görlitzer Bahnhof

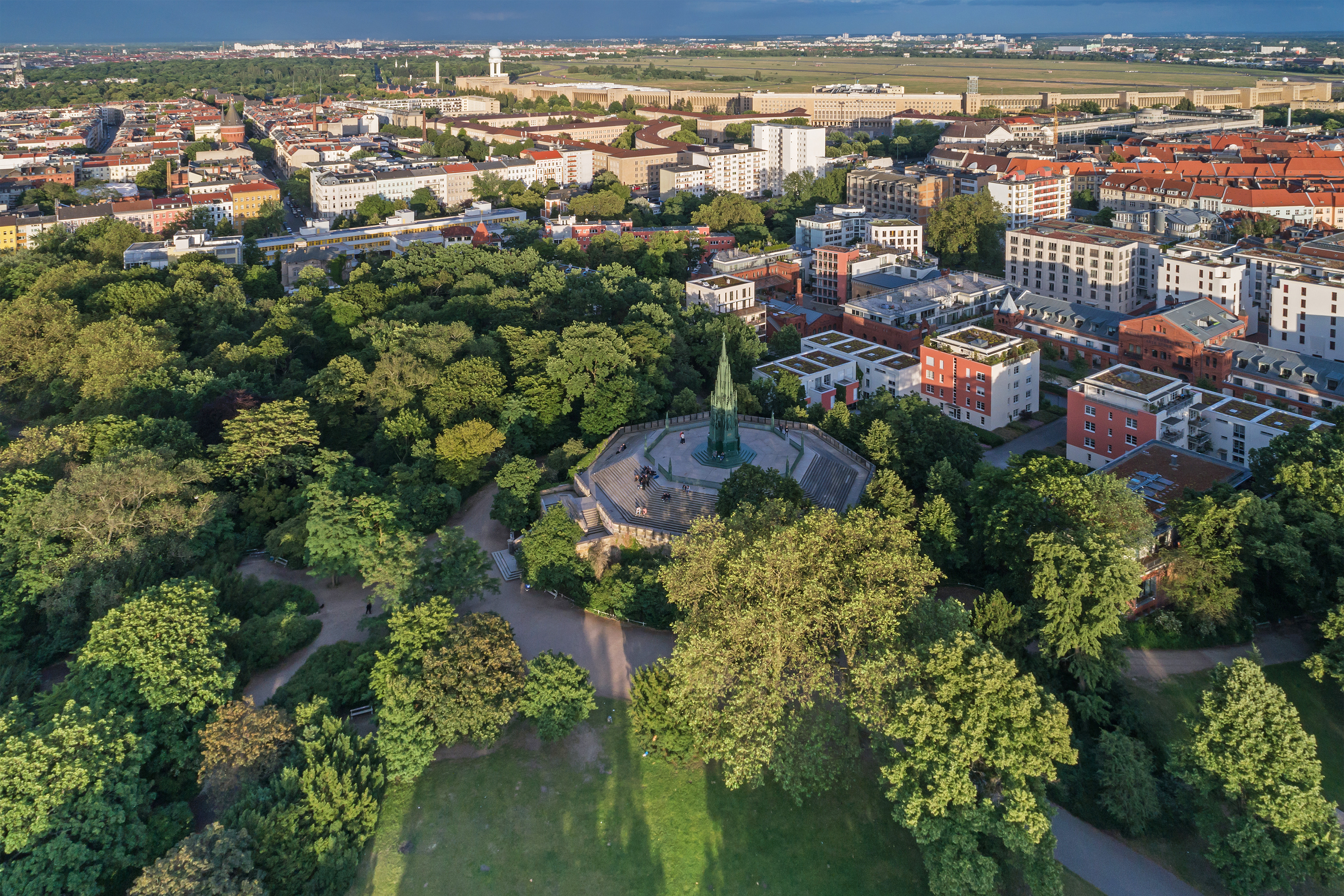
Viktoriapark vid Mehringdamm

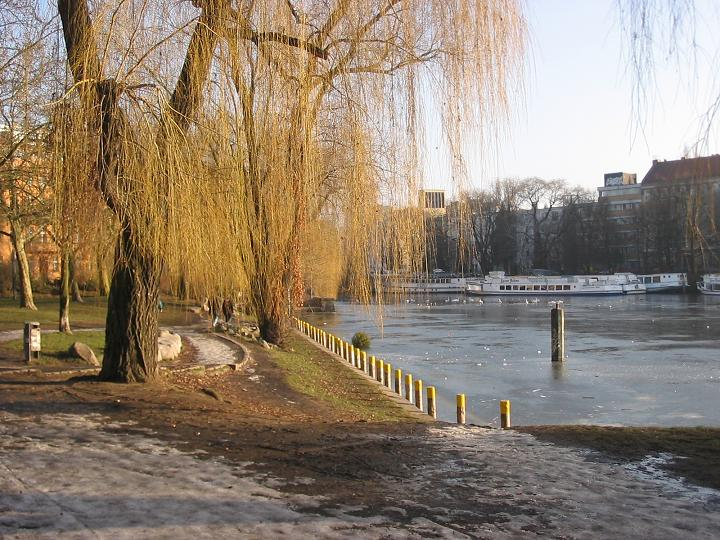
Landwehrkanal i Kreuzberg

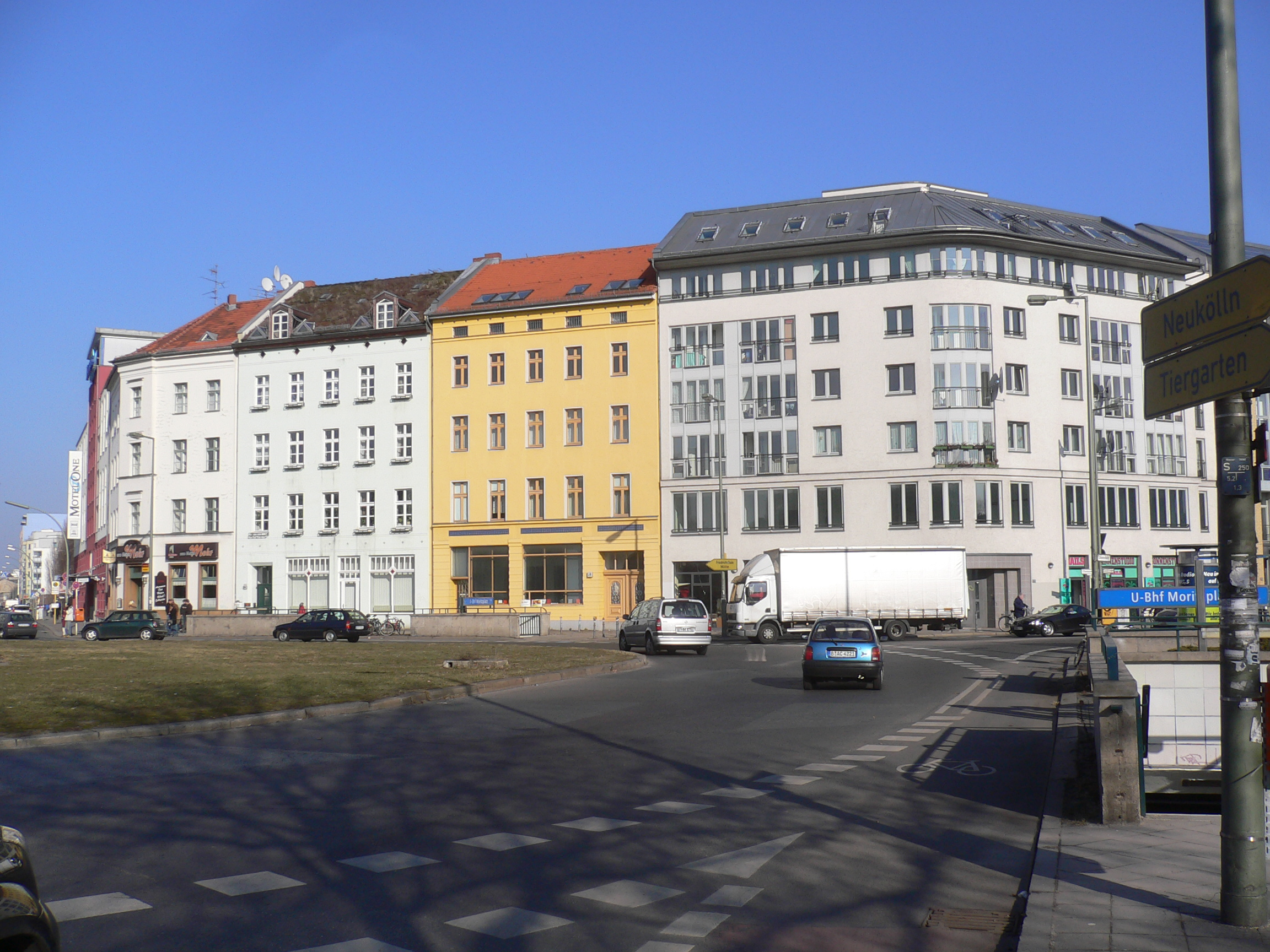
Moritzplatz i Kreuzberg

Kreuzberg (tyska för "Korsberget", skrivs i lokal slang ofta X-Berg) är en stadsdel i Berlin i Tyskland. Stadsdelen har 146 130 invånare (2011). Sedan 2001 tillhör Kreuzberg det administrativa stadsdelsområdet Friedrichshain-Kreuzberg.

## Geografi
Kreuzberg är en av de till ytan mindre stadsdelarna i Berlin och ligger relativt centralt i innerstadens sydöstra del. Samtidigt är stadsdelen mycket tätbefolkad med över 14 000 invånare per km², vilket gör den till Berlins mest tätbefolkade stadsdel. Kreuzberg gränsar till Friedrichshain, Mitte, Neukölln, Tiergarten, Tempelhof, Schöneberg och Alt-Treptow.  

## Etymologi
Stadsdelen Kreuzberg har fått sitt namn efter kullen med samma namn i Viktoriaparken, som ligger i stadsdelens sydvästra del. Denna i sin tur har fått sitt namn efter ett minnesmärke i form av ett järnkors som upprättades till minne av befrielsekrigen mot Napoleon.

## Historia
Kreuzberg är idag namnet på de stadsdelar som under stadens tillväxtperiod uppstod omedelbart söder om Berlins historiska centrum, dagens Mitte. Under 1700-talet byggdes stadsdelen Friedrichstadt ut ner till dagens Hallesches Tor och under 1800-talet tillkom Tempelhofer Vorstadt i södra Kreuzberg respektive Luisenstadt i nordöstra Kreuzberg. Många gator som anlades vid denna tid har namn som minner om segern i Napoleonkrigen, och själva namnet Kreuzberg på stadsdelen syftar på det monument över segern som restes på berget Kreuzberg i nuvarande Viktoriaparken.
Den tätbebyggda stadsdelen drabbades i vissa områden mycket hårt av andra världskrigets bombningar, vilket idag återspeglas i en kraftig blandning av arkitektur från 1800-talet med efterkrigsarkitektur. Den i Sverige omtalade fabriken Wechsler & Hennig, som genom så kallad arifiering övertogs av Walther Sommerlath 1939, låg på Wassertorstraße 14 i Kreuzberg från 1931 tills den förstördes i en bombräd 1943.  
Före Berlinmurens fall och Tysklands återförening tillhörde Kreuzberg den amerikanska sektorn i Västberlin. Den berömda gränsövergången vid Checkpoint Charlie, på gränsen mellan Kreuzberg och Mitte i dåvarande Östberlin, fanns här under Berlins delning och revs till största delen i samband med återföreningen 1990, men fortfarande finns ett museum och en utställning på platsen.

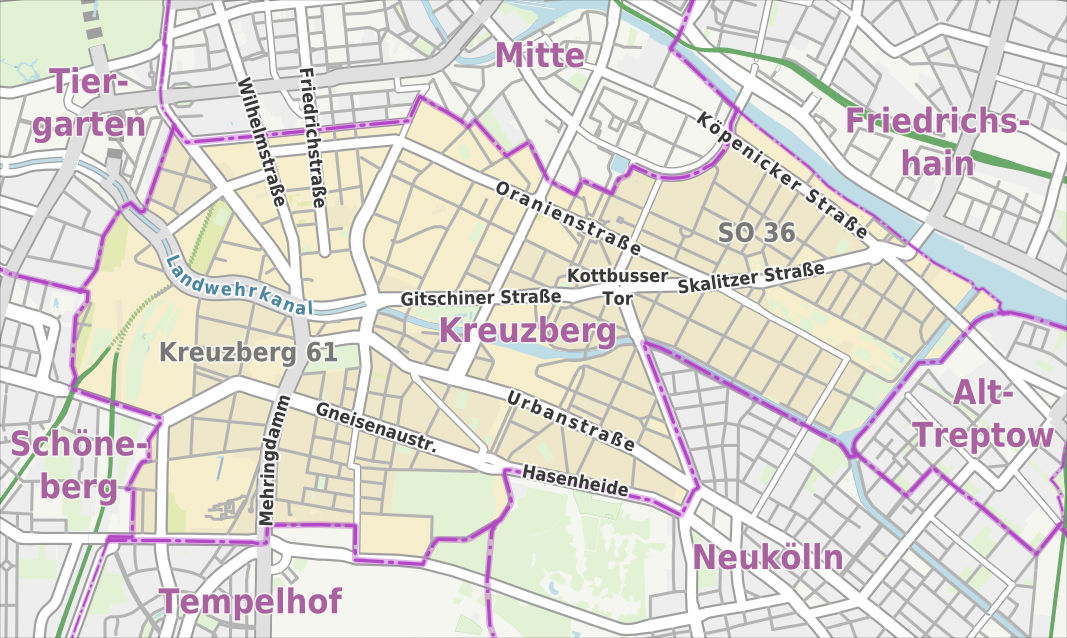
Karta över Kreuzberg

Genom sitt läge intill Berlinmuren låg Kreuzberg långt från Västberlins centrum vid Kurfürstendamm och sågs länge som en mindre attraktiv plats att bo på bland Västberlins befolkning, med låga hyror.  Med tiden kom Kreuzberg att bli ett attraktivt centrum för studenter och bohemer, med en stark alternativrörelse. I synnerhet den nordöstra delen, området Kreuzberg 36 eller SO 36 (efter det gamla postnumret), som på tre sidor omgavs av muren, var känd för husockupationer och majdemonstrationer.  Den sydvästra delen av Kreuzberg kallas ibland Kreuzberg 61 för att särskilja den från SO 36.
Kreuzberg är en av de fattigaste stadsdelarna i Berlin. Omkring en tredjedel av befolkningen har utländskt ursprung, vilket stadsdelen är känd för. I synnerhet östra Kreuzberg och delar av det angränsande Neukölln benämns ofta "Lilla Istanbul" i Tyskland på grund av den stora turkisktalande minoriteten, som härrör från den stora inflyttningen av turkiska gästarbetare till Berlin från 50-talet och framåt. På senare år, efter Berlinmurens fall, har den nu centralt belägna stadsdelen genomgått en stark gentrifiering.

## Kultur och sevärdheter
Snabbmaträtten kebab i bröd uppfanns och introducerades i sin nuvarande form av turkiska restaurangägare i Kreuzberg på 1970-talet.  
Kreuzberg är en viktig plats i Berlins musikliv, med många klubbar och konsertlokaler, särskilt i de norra delarna. 

### Klubbar och caféer
Kreuzberg har ett stort antal kända musikklubbar, koncentrerade till kvarteren omkring gatan Oranienstrasse och omkring Schlesisches Tor vid Spree.   Bland de mer kända klubbarna och barerna finns SO36, som var ett tidigt centrum för Berlins punkscen på 1980-talet, Watergate, Möbel Olfe och Bar 103.
Populära caféstråk finns bland annat omkring Görlitzer Park samt omkring Bergmannstrasse i södra Kreuzberg.

### Museer
- Berlinische Galerie, museum för modern konst.
- Deutsches Technikmuseum Berlin, tekniska museet i Berlin.
- Jüdisches Museum Berlin, Berlins judiska museum.
- Mauermuseum vid Checkpoint Charlie, museum över Berlinmurens historia.
- Topographie des Terrors, permanent utställning om nazismens brott på den tidigare platsen för Gestapos högkvarter i Berlin. I samma kvarter finns även en bevarad sektion av Berlinmuren.

## Kreuzberg i skönlitteratur, musik och film
Polis-TV-serien Kriminaljouren (tysk originaltitel: KDD - Kriminaldauerdienst) utspelas i Kreuzberg.  Stadsdelen har även givit namn till en låt av det brittiska bandet Bloc Party.

## Kända gator och platser i Kreuzberg

### Gator

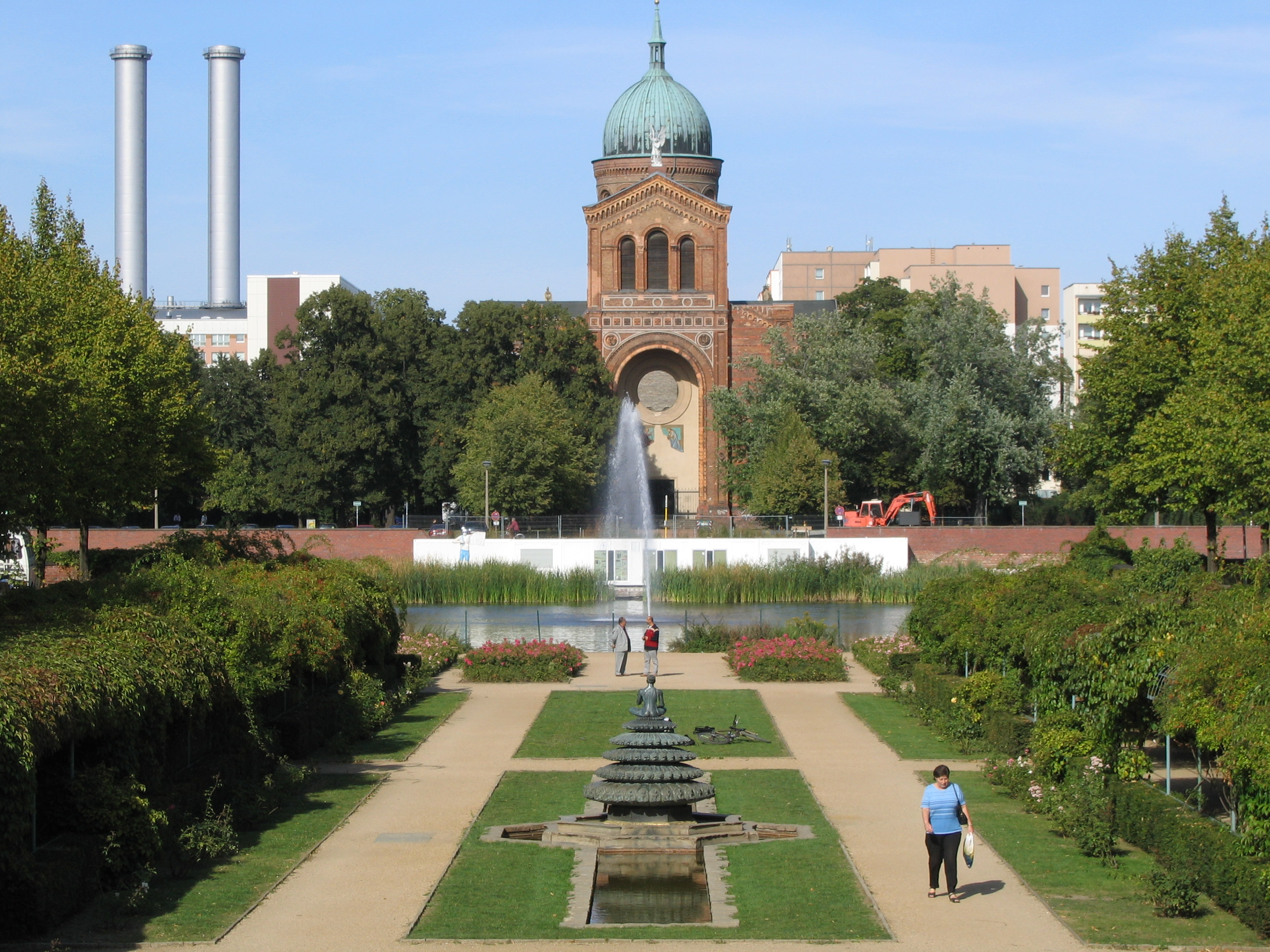
Engelbecken
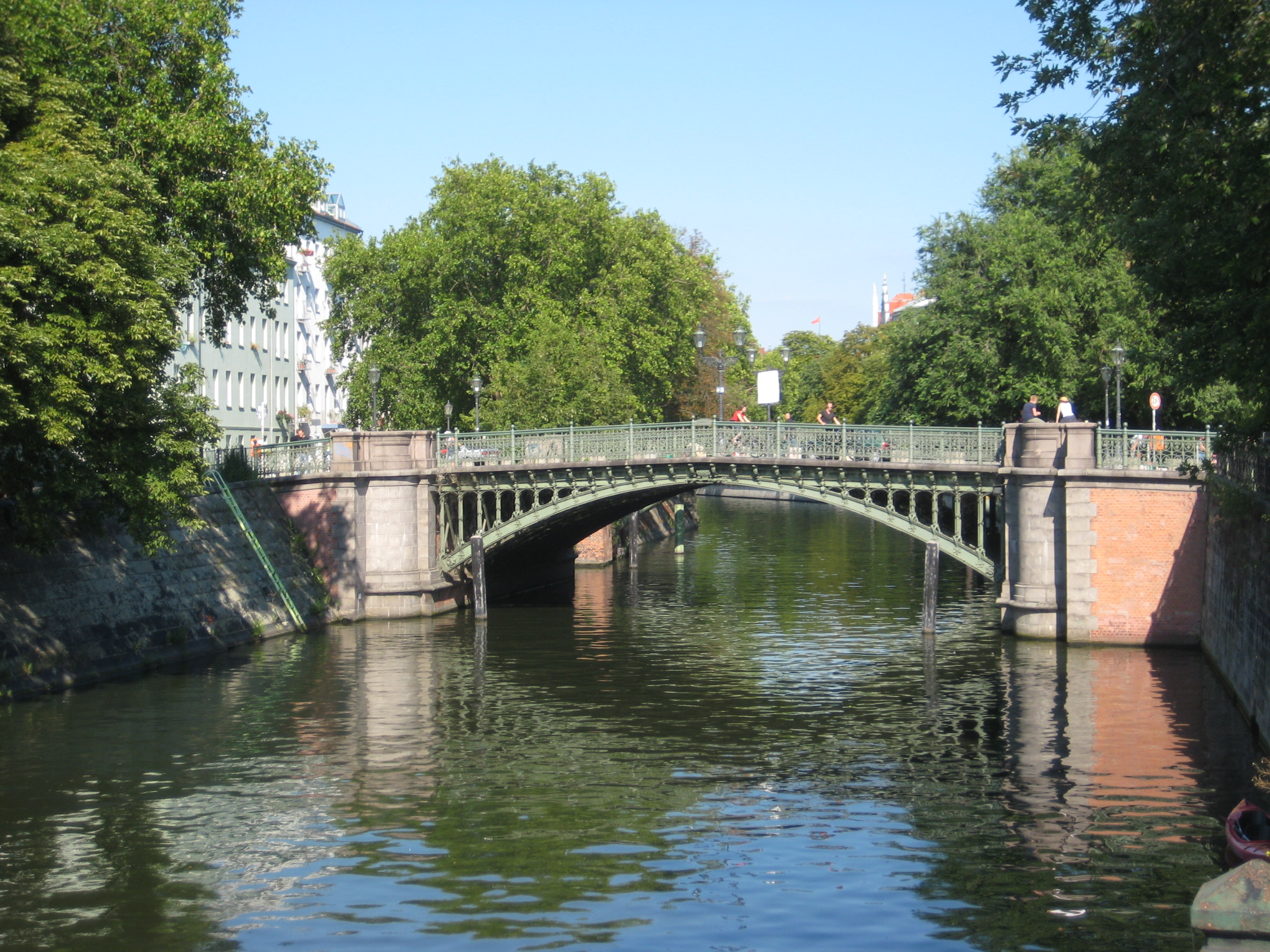
Admiralsbrücke
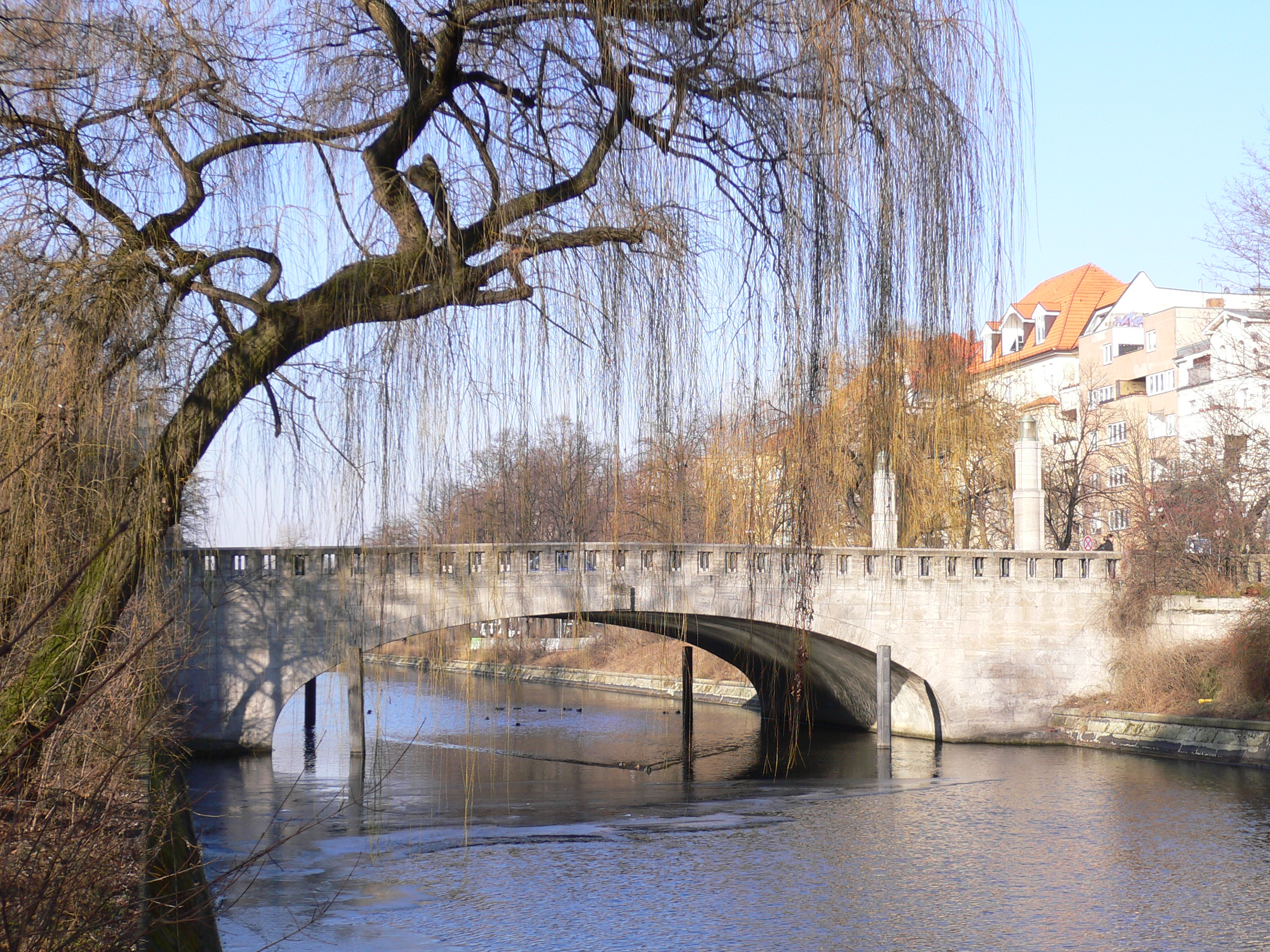
Thielenbrücke
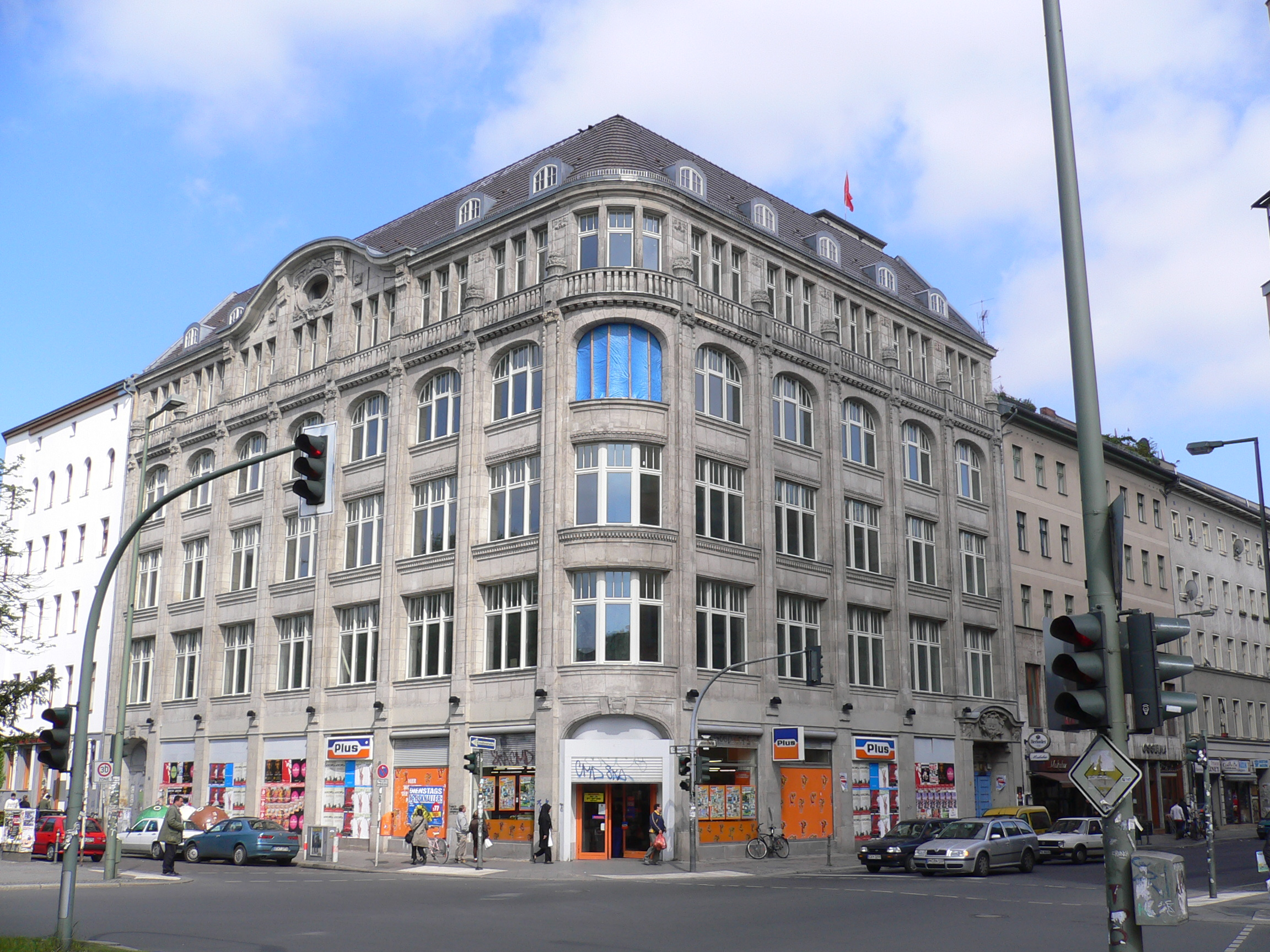
Oranienplatz

- Bergmannstrasse
- Friedrichstrasse
- Gneisenaustrasse
- Graefestrasse
- Kottbusser Damm
- Köpenicker Strasse
- Mehringdamm
- Oranienstrasse
- Skalitzer Strasse
- Urbanstrasse
- Wilhelmstrasse
- Yorckstrasse

- Engelbecken
- Admiralsbrücke
- Thielenbrücke
- Oranienplatz

### Torg och platser
- Viktoriapark
- Engelbecken
- Chamissoplatz
- Hallesches Tor
- Kottbusser Tor
- Marheinekeplatz
- Oranienplatz
- Platz der Luftbrücke
- Schlesisches Tor
- Südstern

## Kommunikationer
Kreuzberg ligger centralt i Berlins innerstad och cykel är ett populärt kommunikationsmedel.  
Området genomkorsas av Bundesstrasse 96, genom Kreuzberg benämnd Mehringdamm.  Oberbaumbrücke utgör den enda bron över floden Spree till systerstadsdelen Friedrichshain, som utgör en administrativ enhet tillsammans med Kreuzberg i stadsdelsområdet Friedrichshain-Kreuzberg.
Kreuzberg trafikeras av Berlins tunnelbanelinjer U1, U3, U6, U7 och U8. Den tidigare tunnelbanestationen med namnet Kreuzberg heter idag Platz der Luftbrücke.
Landwehrkanal delar Kreuzberg i en nordlig och en sydlig del, och trafikeras med turistbåtar.